# Sestritjki Liberti
Sestritjki Liberti (russisk: Сестрички Либерти) er en sovjetisk spillefilm fra 1990 af Vladimir Grammatikov.

## Medvirkende
- Olga Stutjilova som Vera
- Jelena Stutjilova som Ljuba
- Aleksandr Orlov som Serzj
- Jevgenij Redko
- Aleksandr Martynov som Vadim